# Renga

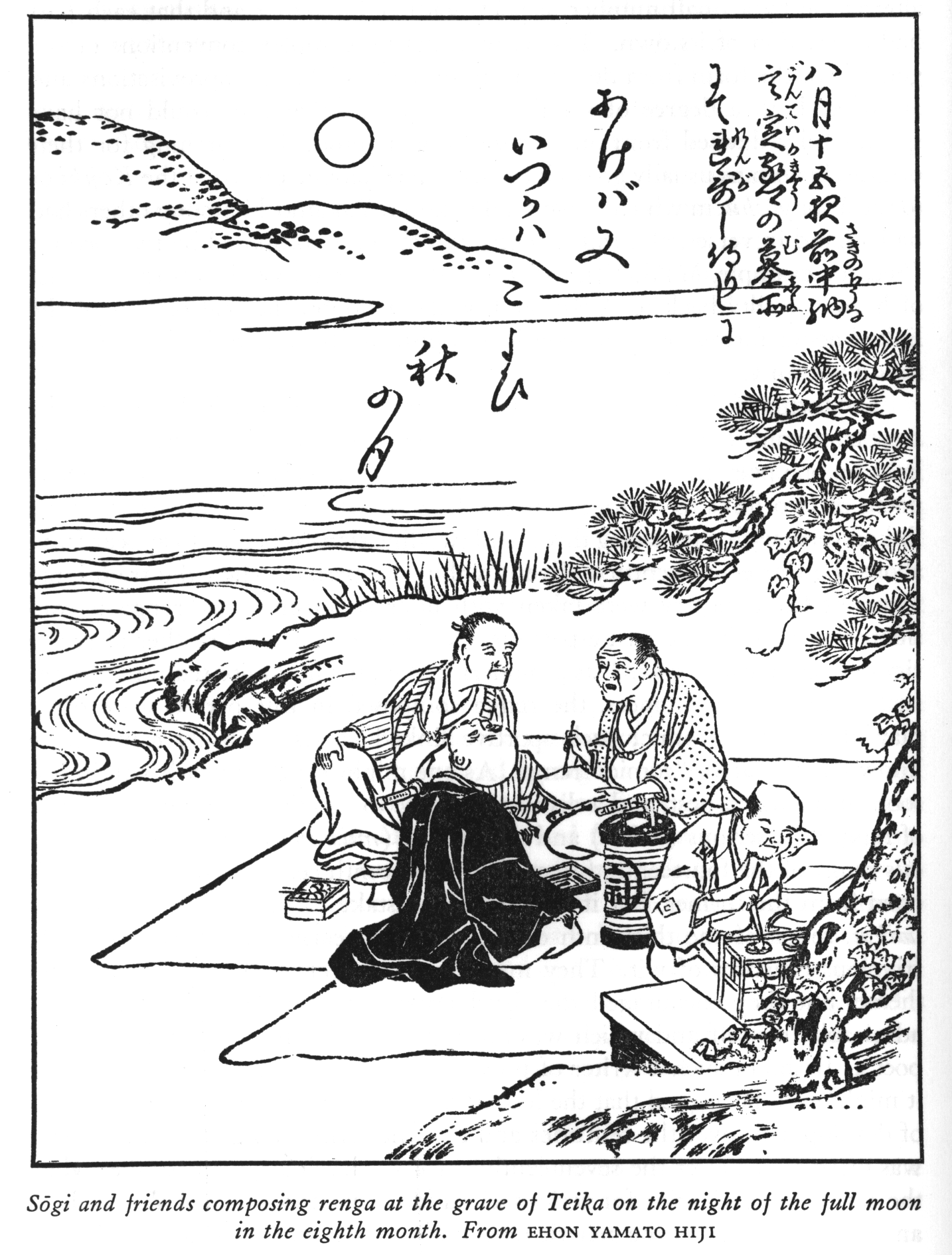
Tvorba poezie renga

Renga (japonsky:連歌) je klasický žánr japonské poezie. Je to dlouhá řetězová báseň s pevnou formou, kterou tvoří dva nebo více autoři. Má nejméně dvě strofy (japonsky:句 - ku). Úvodní, formalizovaná strofa Hokke (発 句) se stala základem moderního žánru haiku.
Strofy na sebe navazují a řetězí se. Jsou různé varianty pravidel určujících, kdy který typ sloky následuje. Toto se stanoví předem a autoři přednášejí své slohy, které jeden účastník zapisuje. Je to tedy kolaborativní dílo tvořené autory majícími okamžitou inspiraci a poetické schopnosti.
Renga je typ pevného, ve smyslu západní poezie vázaného verše a vznikla jako reakce na intuitivní a volnější poezii tanka. Ustálená forma však může mít modifikace, záleží od předem daných propozic.
Proces tvorby básně renga má také ustálenou formu. Je vždy známý hostitel a místo, které poskytuje básníkem, je určen tajemník-zapisovatel a hlavní host sezení, který tvoří úvodní slohu Hokke určenou pro čestných hostů. Samozřejmě jsou známí i další poeti. Tajemník zapisuje protokol kolem organizace sezení a tato listina i s podpisy autorů má sloužit jako svědectví o autorství básně.

## Stavba

### Hokke
První strofa, Hokke, sestává ze 17 slabik (přesněji Mór) uspořádaných do tří veršů obsahujících 5 + 7 + 5 mor. Skládá ji čestný host společného básnického posezení. Musí obsahovat kigo (季 語), ustálená slovo nebo slovní spojení symbolizující jedno z ročních období nebo události v roce, tak předěl, kiredži (切 れ 字), ustálená slovo nebo částici na konci verše.

### Waki
Druhá strofa, wakiku (脇 句) nebo jen waki (脇), sestává ze 14 Mór rozdělených do dvou veršů po 7. Skládá ji hostitel nebo organizátor společného básnického posezení.

### Daisan
Třetí strofa, Daisan (第三) sestává z 5-7-5 mor. Musí končit slovesem ve tvaru s příponou -te, která umožní dalšímu básníkovi snadněji navázat pokračování.

### Hiraku
Strofa mezi třetí a poslední strof se nazývají Hiraku (平 句), klidné nebo ploché.

### Ageku
Poslední strofa, která ukončuje a uzavírá báseň renga, se nazývá ageku (挙 句).

## Dějiny
První záznam o básni typu renga je z roku 1125 v císařské antologii poezie Kinjo waka šú. Z roku 1488 je zachován básnický útvar renga se sto verši. Autoři jsou tři: Soco, Šóhaku a Lio Šógi, kteří byli u Minas Sangin Hyakuina jako hostitele.